# Alpaida banos
Alpaida banos är en spindelart som beskrevs av Levi 1988. Alpaida banos ingår i släktet Alpaida och familjen hjulspindlar.
Artens utbredningsområde är Ecuador. Inga underarter finns listade i Catalogue of Life.